# Alexis Prinz zu Bentheim und Steinfurt
Alexis Prinz zu Bentheim und Steinfurt, vollständiger Name Alexis Friedrich Karl Christian Prinz zu Bentheim und Steinfurt (* 30. Juli 1922 in Burgsteinfurt; † 2. Dezember 1943 über dem Mittelmeer) war ein deutscher Jagdflieger.

## Leben
Alexis zu Bentheim und Steinfurt war ein Sohn von Viktor Adolf zu Bentheim und Steinfurt (1883–1961) und dessen Ehefrau Stephanie, geborene Prinzessin zu Schaumburg-Lippe (1899–1925), Tochter von Friedrich zu Schaumburg-Lippe (1868–1945) und Louise von Dänemark (1875–1906), Tochter des dänischen Königs Friedrich VIII.
Alexis war der Erstgeborene des Hauses Bentheim-Steinfurt und galt deshalb hausintern als Erbprinz. Er begann seine Ausbildung zum Jagdflieger mit 19 Jahren, war eineinhalb Jahre älter als sein Bruder Christian (* 9. Dezember 1923; † 12. Dezember 2023). Alexis war während des Zweiten Weltkriegs am 2. Dezember 1943 von Avignon aus zu seinem ersten Feindflug gestartet, kehrte nie zurück und galt als „über See vermisst“. Die im Herbst 2003 vom Meeresgrund vor Marseille geborgenen Reste von Alexis’ Bf 109 wurden anfangs irrtümlich für Relikte der P-38 Lightning von Antoine de Saint-Exupéry gehalten.
Das Skelett von Alexis wurde bereits im Jahr 1965 in der Nähe der Stelle gefunden, an der Saint-Exupéry mit seinem Flugzeug abgestürzt war, jedoch blieb die Zuordnung des Skeletts zur Person lange ungeklärt. Über DNA-Analysen konnte über vierzig Jahre nach dem Fund der Knochen die Identität von Alexis eindeutig bestätigt werden. Die sterblichen Überreste von Alexis zu Bentheim und Steinfurt wurden nach Steinfurt überführt und dort bestattet.